# Lena Burke

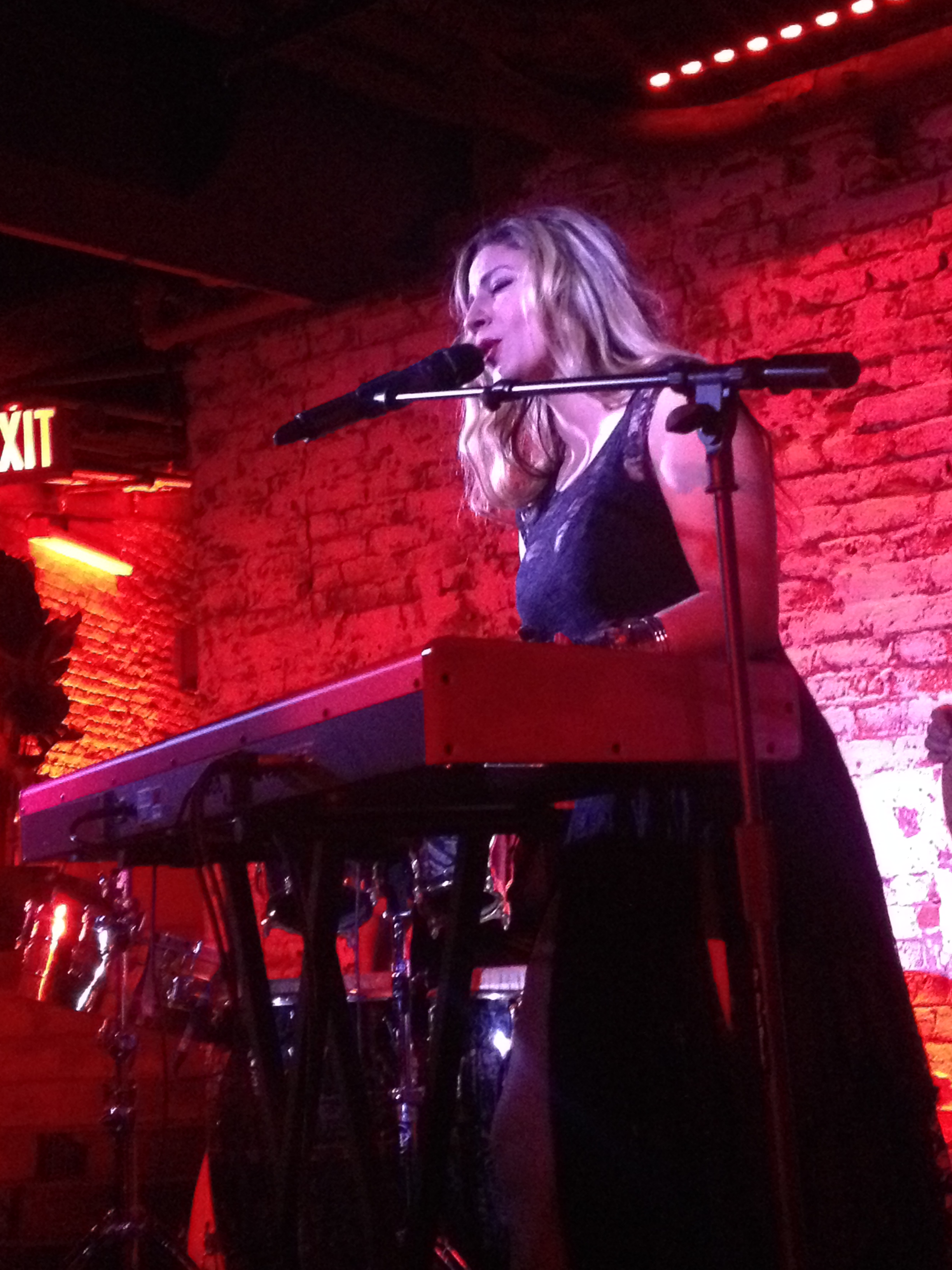
Lena Burke 2015

Lena Burke (bürgerlich: Lena Pérez, auch bekannt einfach als Lena, * 18. Februar 1978 in Havanna) ist eine kubanische Sängerin, Texterin, Komponistin und Schauspielerin.

## Leben
Lena Burke wurde in einer musikalischen Familie geboren. Ihre Oma Elena Burke war ebenfalls Sängerin. Sie ist die älteste Tochter der bekannten kubanischen Sängerin Malena Burke.
Bereits als Kind lernte sie, Gitarre zu spielen. Ihre musikalische Karriere begann sie mit der Begleitung anderer Sänger (zum Beispiel Gloria Estefan, Julio Iglesias, Jennifer Lopez, Thalía, Jaci Velasquez, Chayanne und Alejandro Sanz). Mit Letzterem spielte sie auch ihr erstes Lied Tu Corazón, das eine Latin-Grammy-Nominierung für das beste Lied des Jahres erhielt.
Im Film La Mala spielte sie die Hauptrolle (die bekannte kubanische Sängerin La Lupe) und sang dort auch neun Lieder von La Lupe.
Seit 2010 ist sie ein Mitglied des Trios Jorge Alex y Lena.

## Diskografie
- Lena (2005)
- La mala (2008)[2]